# Epimadiza angustibucca
Epimadiza angustibucca är en tvåvingeart som beskrevs av Curtis W. Sabrosky 1965. Epimadiza angustibucca ingår i släktet Epimadiza och familjen fritflugor.
Artens utbredningsområde är Tanzania. Inga underarter finns listade i Catalogue of Life.